# 北野本源氏釈
北野本源氏釈（きたのほんげんじしゃく）とは、『源氏物語』の注釈書『源氏釈』の写本の一つ。九曜文庫本（『源氏釈』）とも呼ばれる。かつては「末摘花・紅葉賀断簡」などとも呼ばれていた。

## 概要
『源氏釈』は、『源氏物語』の注釈の歴史において弘安源氏論議などで「注釈の始まり」とされる重要な注釈書であるが、現在残る伝本は少なく、わずかに残る伝本同士の差異も大きなものであるために『源氏釈』の成立事情については未だに不明の点が多い。そのような中で本写本は『源氏釈』の伝本の中では最も原初的な形態を保つ写本であると見られている。

## 伝来
もと高野辰之の所蔵。のち北野克の所蔵となりこの時期に「末摘花・紅葉賀断簡」として同人によって広く紹介されたため「北野本」と呼ばれるようになった。その後早稲田大学名誉教授の中野幸一のものとなり、同人の個人コレクション「九曜文庫」に入ったために九曜文庫本（『源氏釈』）とも呼ばれる。現九曜文庫蔵。

## 現状
鎌倉時代の書写と見られる。胡蝶装で全部で8葉のみ残存しており、末摘花の後半から紅葉賀の頭の一部のみに相当するが、その中にも脱落している部分がある。表紙は後補であり「源語之類書」と書かれた後補の付箋があるものの、内題も跋文も奥書も無い（欠けている）ため本来の名称は不明である。本書は形態としては注釈書と梗概書と巻名歌集との性格を併せ持っている。

## 研究史
初めて本書の存在を明らかにした北野克は、鎌倉時代という書写時期の古い貴重な資料であるとはしたものの、その位置づけは不明であるため残存している部分に基づいて「末摘花・紅葉賀断簡」と命名していた。その後田坂憲二によって梗概書『源氏小鏡』の書写時期の古い一異本と考えられる『源氏古鏡』（佐佐木信綱旧蔵・現天理図書館蔵本）との近親性が注目されたが、その後の研究の進展によって『源氏釈』の一伝本であるとされるようになった。かつて『源氏釈』は、宮内庁書陵部本や前田育徳会尊経閣文庫本などを元にして後続する『源氏物語』の注釈書である藤原定家の『奥入』や河内方による『水原抄』などと同じように、勘物写本の末尾に書き込んだ注釈ないしそれらから注釈のみを抜き出して一冊にしたものであると考えられてきたが、本写本の存在はそのような『源氏釈』の伝統的な成立事情の理解に再考を促すものとなっている。